# Lam Isek
Lam Isek is een bestuurslaag in het regentschap Aceh Besar van de provincie Atjeh, Indonesië. Lam Isek telt 414 inwoners (volkstelling 2010).